# Grand Prix automobile de Suisse 1953
Pour les articles homonymes, voir Grand Prix de Suisse.
GP précédent GP suivant
Le Grand Prix de Suisse 1953 (XIII Grosser Preis der Schweiz), disputé sous la réglementation Formule 2 sur le circuit de Bremgarten le 23 août 1953, est la trente-et-unième épreuve du championnat du monde des conducteurs courue depuis 1950 et la huitième manche du championnat 1953.

## Contexte avant le Grand Prix

### Le championnat du monde
Pour la deuxième année consécutive, le championnat du monde des conducteurs se dispute sous la réglementation formule 2 (moteurs deux litres atmosphériques), par suite du désengagement des principaux constructeurs de F1 à la fin de la saison 1951. Cette catégorie est dominée par Ferrari, la 500 F2 ayant remporté toutes les manches du championnat du monde courues depuis 1952, à l'exception des 500 miles d'Indianapolis, traditionnellement disputés sous une réglementation spécifique proche de l'ancienne formule internationale. Comptant quatre victoires cette saison, Alberto Ascari est bien parti pour remporter un second titre consécutif, un succès en Suisse lui assurerait un avantage décisif.

### Le circuit
Situé près de Berne, Bremgarten est un circuit routier rapide, considéré comme l'un des plus beaux tracés européens de par son cadre et ses difficultés techniques. Pour cette treizième édition du Grand Prix, le revêtement du circuit a été nettement amélioré, les secteurs pavés ont disparu. Depuis 1937, le record officiel de la piste est détenu par le champion allemand Bernd Rosemeyer, ayant réalisé en course un tour à 172,4 km/h de moyenne au volant de son Auto Union.

## Monoplaces en lice
- Ferrari 500 "Usine"

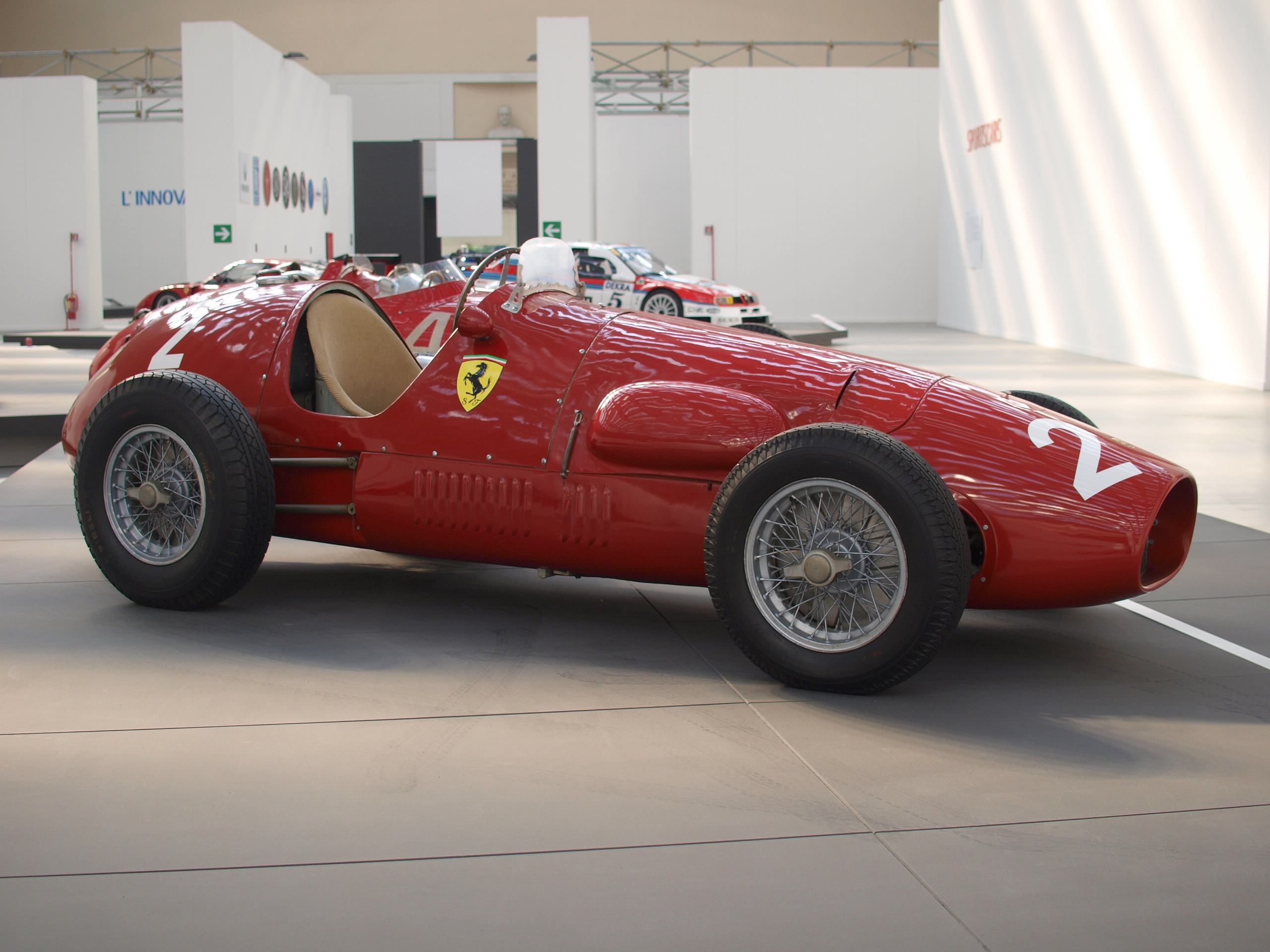
La Ferrari 500, deux saisons de domination en formule 2.

Monoplace la plus homogène du plateau, la Ferrari 500 F2 bénéficie d'un châssis équipé d'un pont De Dion et d'un moteur à quatre cylindres en ligne développant 180 à 185 chevaux à 7500 tr/min. Très fiable, elle surclasse ses concurrentes en tenue de route, motricité et freinage. L'usine a engagé quatre voitures pour ses pilotes habituels, les Italiens Alberto Ascari, Giuseppe Farina et Luigi Villoresi et le jeune Britannique Mike Hawthorn. Le Français Louis Rosier, le Belge Jacques Swaters (Écurie Francorchamps) et le Suisse Peter Hirt (Écurie Espadon) disposent de versions clients, légèrement moins puissantes, engagées à titre privé. L'Écurie Espadon a également amené une ancienne Ferrari 166 à moteur V12, pilotée par Max de Terra.
- Maserati A6SSG "Usine"

Concurrente directe de la Ferrari 500, la A6SSG (également appelée A6GCM « Interim ») est équipée d'un six cylindres en ligne développant 190 chevaux à 7500 tr/min. Sa puissance la rend redoutable sur les circuits très rapides tels Spa-Francorchamps, Reims ou Monza, mais son pont arrière rigide la pénalise au niveau de la motricité et la rend délicate à piloter à la limite. Si Juan Manuel Fangio et José Froilán González ont réalisé quelques exploits à son volant, la victoire s'est jusqu'à présent dérobée, la fiabilité de la voiture n'étant pas irréprochable. Fangio dispose à Berne d'un moteur expérimental, poussé à 200 chevaux, mais González est absent, non remis d'un accident survenu fin juillet aux essais du Grand Prix de Lisbonne; il est remplacé par le célèbre pilote allemand d'avant-guerre Hermann Lang. Les deux autres monoplaces d'usine sont confiées aux pilotes habituels Felice Bonetto et Onofre Marimon. Une cinquième A6SSG est présente, celle d'Emmanuel de Graffenried préparée par la Scuderia Platé, tandis que le Brésilien Chico Landi (Escuderia Bandeirantes) pilote d'une A6GCM de l'année précédente.
- Gordini T16 "Usine"

Seules deux Gordini T16 ont été alignées par la petite équipe Gordini, pour Jean Behra et Maurice Trintignant. Le six cylindres maison ne développe que 160 chevaux, mais l'agilité de ces monoplaces est un atout sur ce circuit difficile. Toutefois, l'écurie doit composer avec un manque de moyens financiers, qui affecte la préparation et la fiabilité de ses monoplaces. Une troisième voiture était initialement engagée pour Fred Wacker, mais le pilote américain a déclaré forfait.
- HWM 53 "Usine"

L'équipe britannique HWM a engagé trois voitures, une pour son pilote habituel Lance Macklin, les deux autres étant confiées au journaliste belge Paul Frère et au pilote local Albert Scherrer dont c'est la première apparition en championnat du monde. Ces monoplaces sont équipées d'un moteur Alta développant environ 160 chevaux, et d'une boîte de vitesses pré-sélective Wilson.
- Cooper T23

L'usine Cooper est absente, mais le Britannique Ken Wharton a engagé à titre privé une T23 à moteur six cylindres Bristol d'environ 150 chevaux.
- OSCA

Deux O.S.C.A. Type 20 étaient engagées par Louis Chiron et Élie Bayol, mais les deux pilotes ont déclaré forfait.

## Coureurs inscrits
| no | Pilote                  | Écurie                    | Constructeur | Châssis        | Moteur      | Pneumatiques |
| -- | ----------------------- | ------------------------- | ------------ | -------------- | ----------- | ------------ |
| 2  | Jacques Swaters         | Écurie Francorchamps      | Ferrari      | Ferrari 500    | Ferrari L4  | E            |
| 4  | Chico Landi             | Escuderia Bandeirantes    | Maserati     | Maserati A6GCM | Maserati L6 | P            |
| 6  | Jean Behra              | Équipe Gordini            | Gordini      | Gordini T16    | Gordini L6  | E            |
| 8  | Maurice Trintignant     | Équipe Gordini            | Gordini      | Gordini T16    | Gordini L6  | E            |
| 10 | Louis Rosier            | Écurie Rosier             | Ferrari      | Ferrari 500    | Ferrari L4  | E            |
| 12 | Louis Chiron            | Privé                     | O.S.C.A.     | OSCA 20        | O.S.C.A. L6 | P            |
| 14 | Paul Frère              | HW Motors                 | HWM          | HWM 53         | Alta L4     | D            |
| 16 | Lance Macklin           | HW Motors                 | HWM          | HWM 53         | Alta L4     | D            |
| 18 | Albert Scherrer         | HW Motors                 | HWM          | HWM 53         | Alta L4     | D            |
| 20 | Ken Wharton             | Privé                     | Cooper       | Cooper T23     | Bristol L6  | D            |
| 22 | Élie Bayol              | Privé                     | O.S.C.A.     | OSCA 20        | O.S.C.A. L6 | P            |
| 24 | Giuseppe Farina         | Scuderia Ferrari          | Ferrari      | Ferrari 500    | Ferrari L4  | P            |
| 26 | Mike Hawthorn           | Scuderia Ferrari          | Ferrari      | Ferrari 500    | Ferrari L4  | P            |
| 28 | Luigi Villoresi         | Scuderia Ferrari          | Ferrari      | Ferrari 500    | Ferrari L4  | P            |
| 30 | Felice Bonetto          | Officine Alfieri Maserati | Maserati     | Maserati A6SSG | Maserati L6 | P            |
| 32 | Juan Manuel Fangio      | Officine Alfieri Maserati | Maserati     | Maserati A6SSG | Maserati L6 | P            |
| 34 | Hermann Lang            | Officine Alfieri Maserati | Maserati     | Maserati A6SSG | Maserati L6 | P            |
| 36 | Onofre Marimon          | Officine Alfieri Maserati | Maserati     | Maserati A6SSG | Maserati L6 | P            |
| 38 | Peter Hirt              | Écurie Espadon            | Ferrari      | Ferrari 500    | Ferrari L4  | P            |
| 40 | Max de Terra            | Écurie Espadon            | Ferrari      | Ferrari 166    | Ferrari V12 | P            |
| 42 | Emmanuel de Graffenried | Privé                     | Maserati     | Maserati A6SSG | Maserati L6 | P            |
| 44 | Fred Wacker             | Équipe Gordini            | Gordini      | Gordini T16    | Gordini L6  | E            |
| 46 | Alberto Ascari          | Scuderia Ferrari          | Ferrari      | Ferrari 500    | Ferrari L4  | P            |

## Qualifications
Deux séances qualificatives sont prévues le jeudi et le vendredi précédant la course. La première session se déroule dans de bonnes conditions, et Juan Manuel Fangio se met rapidement en évidence, exploitant au mieux les deux cents chevaux du moteur expérimental monté dans sa Maserati. Malgré la supériorité du châssis de sa Ferrari sur ce tracé tourmenté, Alberto Ascari s'incline pour six dixièmes de seconde lors de cette première séance. Les autres pilotes n'ont pu approcher le rythme de ces deux champions, Giuseppe Farina (Ferrari), troisième, étant relégué à plus de deux secondes. Bien que disposant d'un moteur fatigué, Maurice Trintignant réalise un étonnant quatrième temps, devançant sur sa modeste (mais agile) Gordini la Maserati d'Onofre Marimon et les Ferrari de Luigi Villoresi et Mike Hawthorn, ce dernier n'étant pas au mieux de sa forme à la suite d'un refroidissement.
La deuxième journée, les essais se déroulent sous une forte pluie, et n'apporte donc aucun changement à la hiérarchie précédemment établie. Fangio partira donc en pole position aux côtés d'Ascari et Farina, mais va devoir renoncer à utiliser son moteur expérimental, celui-ci, culasse fêlée, étant hors d'usage.

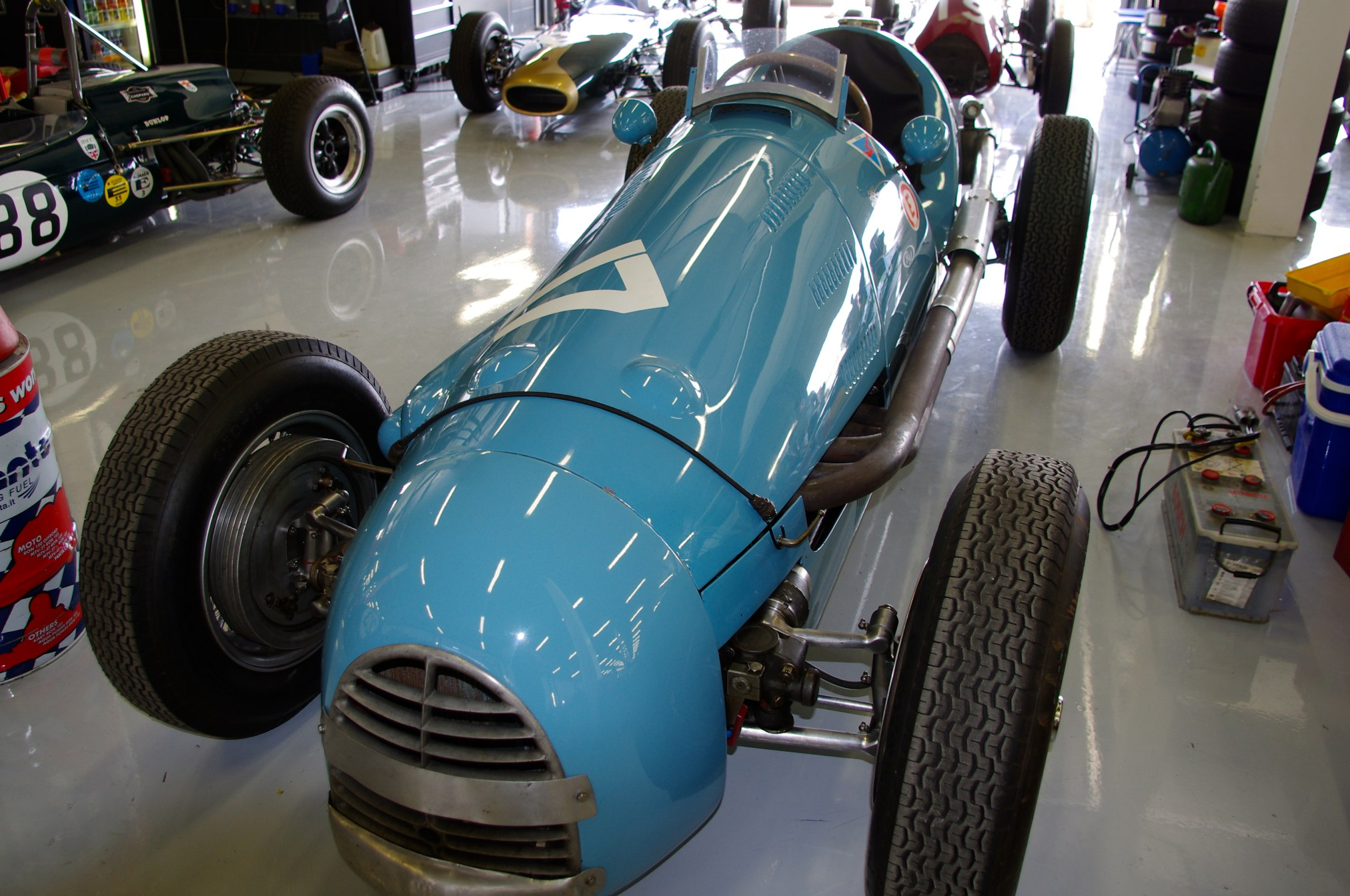
Surprenante performance de la Gordini T16 aux essais, grâce à Maurice Trintignant, quatrième.

| Pos. | no | Pilote                  | Écurie   | Temps        | Écart    |
| ---- | -- | ----------------------- | -------- | ------------ | -------- |
| 1    | 32 | Juan Manuel Fangio      | Maserati | 2 min 40 s 1 | -        |
| 2    | 46 | Alberto Ascari          | Ferrari  | 2 min 40 s 7 | + 0 s 6  |
| 3    | 24 | Giuseppe Farina         | Ferrari  | 2 min 42 s 6 | + 2 s 5  |
| 4    | 8  | Maurice Trintignant     | Gordini  | 2 min 43 s 8 | + 3 s 7  |
| 5    | 36 | Onofre Marimon          | Maserati | 2 min 44 s 5 | + 4 s 1  |
| 6    | 28 | Luigi Villoresi         | Ferrari  | 2 min 44 s 6 | + 4 s 2  |
| 7    | 26 | Mike Hawthorn           | Ferrari  | 2 min 48 s 1 | + 8 s 0  |
| 8    | 42 | Emmanuel de Graffenried | Maserati | 2 min 49 s 9 | + 9 s 8  |
| 9    | 20 | Ken Wharton             | Cooper   | 2 min 51 s 5 | + 10 s 4 |
| 10   | 30 | Felice Bonetto          | Maserati | 2 min 52 s 0 | + 11 s 9 |
| 11   | 34 | Hermann Lang            | Maserati | 2 min 54 s 8 | + 14 s 7 |
| 12   | 6  | Jean Behra              | Gordini  | 2 min 55 s 0 | + 14 s 9 |
| 13   | 2  | Jacques Swaters         | Ferrari  | 2 min 55 s 1 | + 15 s 0 |
| 14   | 10 | Louis Rosier            | Ferrari  | 2 min 55 s 4 | + 15 s 3 |
| 15   | 16 | Lance Macklin           | HWM      | 2 min 57 s 1 | + 17 s 0 |
| 16   | 14 | Paul Frère              | HWM      | 2 min 57 s 9 | + 17 s 8 |
| 17   | 38 | Peter Hirt              | Ferrari  | 3 min 01 s 5 | + 21 s 4 |
| 18   | 18 | Albert Scherrer         | HWM      | 3 min 07 s 4 | + 27 s 3 |
| 19   | 40 | Max de Terra            | Ferrari  | 3 min 21 s 1 | + 40 s 0 |
| 20   | 4  | Chico Landi             | Maserati | 3 min 29 s 7 | + 49 s 6 |

## Grille de départ du Grand Prix
| 1re ligne | Pos. 3                            |                               | Pos. 2                        |                                  | Pos. 1                         |
|           | Farina Ferrari 2 min 42 s 6       |                               | Ascari Ferrari 2 min 40 s 7   |                                  | Fangio Maserati 2 min 40 s 1   |
| 2e ligne  |                                   | Pos. 5                        |                               | Pos. 4                           |                                |
|           |                                   | Marimon Maserati 2 min 44 s 5 |                               | Trintignant Gordini 2 min 43 s 8 |                                |
| 3e ligne  | Pos. 8                            |                               | Pos. 7                        |                                  | Pos. 6                         |
|           | Graffenried Maserati 2 min 49 s 9 |                               | Hawthorn Ferrari 2 min 48 s 1 |                                  | Villoresi Ferrari 2 min 44 s 6 |
| 4e ligne  |                                   | Pos. 10                       |                               | Pos. 9                           |                                |
|           |                                   | Bonetto Maserati 2 min 52 s 0 |                               | Wharton Cooper 2 min 51 s 5      |                                |
| 5e ligne  | Pos. 13                           |                               | Pos. 12                       |                                  | Pos. 11                        |
|           | Swaters Ferrari 2 min 55 s 1      |                               | Behra Gordini 2 min 55 s 0    |                                  | Lang Maserati 2 min 54 s 8     |
| 6e ligne  |                                   | Pos. 15                       |                               | Pos. 14                          |                                |
|           |                                   | Macklin HWM 2 min 57 s 1      |                               | Rosier Ferrari 2 min 55 s 4      |                                |
| 7e ligne  | Pos. 18                           |                               | Pos. 17                       |                                  | Pos. 16                        |
|           | Scherrer HWM 3 min 07 s 4         |                               | Hirt Ferrari 3 min 01 s 5     |                                  | Frère HWM 2 min 57 s 9         |
| 8e ligne  |                                   | Pos. 20                       |                               | Pos. 19                          |                                |
|           |                                   | Landi Maserati 3 min 29 s 7   |                               | Terra Ferrari 3 min 21 s 1       |                                |

## Déroulement de la course
Plus de soixante-dix mille spectateurs assistent à la course, dont le départ est donné par un temps chaud et ensoleillé. Au baisser du drapeau, Juan Manuel Fangio (Maserati) est le plus prompt, mais Alberto Ascari (Ferrari) se porte bientôt à sa hauteur. Les deux champions négocient le virage d'Eymatt côte à côte, puis Ascari prend le large et repasse devant les tribunes avec près d'une seconde d'avance sur son rival. À quelque distance viennent ensuite Mike Hawthorn (Ferrari) et Onofre Marimon (Maserati). Débordé au départ par la moitié du peloton, Giuseppe Farina (Ferrari) est revenu en septième position, précédé par son coéquipier Luigi Villoresi et par Felice Bonetto (Maserati).
Malgré tous ses efforts, Fangio ne peut tenir la cadence d'Ascari qui exploite au mieux les qualités de tenue de route de sa monoplace et se détache au rythme d'une seconde par tour. Le duel pour la troisième place est serré entre Hawthorn et Marimon, jusqu'au cinquième tour où le jeune Argentin se fait déborder par Villoresi, Bonetto et Farina. Une nouvelle fois, les machines italiennes écrasent la concurrence, occupant les sept premières places devant Maurice Trintignant qui tire le maximum de sa modeste Gordini. Farina continue sa remontée : au sixième tour, il dépasse Bonetto, au septième ses coéquipiers Villoresi et Hawthorn. Il est maintenant troisième, et se rapproche rapidement de Fangio, d'autant que le champion argentin commence à connaître des soucis de boîte de vitesses et signale à son équipe qu'il est en difficulté. Farina s'empare de la seconde place au cours du dixième tour, à la fin duquel Fangio rejoint le stand Maserati. Bonetto s'arrête alors pour céder sa voiture à son leader, le changement de pilotes ne va durer qu'une dizaine de secondes. Fangio, qui a rejoint la piste en sixième position, entend bien regagner le temps perdu, tandis que Bonetto va tout de même tenter de rejoindre l'arrivée sur la monoplace privée de troisième vitesse.
Les espoirs de Fangio de rejoindre les hommes de tête ne vont durer qu'un tour : au douzième, il est victime d'une crevaison et doit à nouveau s'arrêter; le changement de roue le fait tomber à la neuvième place, derrière son coéquipier Hermann Lang. Quoique disposant d'une Maserati d'usine, le champion allemand (qui remporta cette épreuve en 1939) effectue une course assez décevante, et se montre beaucoup plus lent que ses pairs. Fangio revient sur lui rapidement et le dépasse au cours du seizième tour. Quatre boucles plus tard, l'Argentin prend le meilleur sur Trintignant, s'emparant de la septième place.
En tête, Ascari a alors porté son avance sur Farina à plus de 35 secondes. Hawthorn, handicapé par un rapport de pont inadapté (il a tenu à conserver celui des essais car la météo prévoyait la pluie !) a dû laisser passer Villoresi au cours du treizième tour, mais a retrouvé sa troisième place lorsque le pilote italien a heurté les bottes de paille, endommageant son radiateur. Le Britannique compte toutefois près d'une minute de retard sur le leader, et quoique disposant d'une vingtaine de secondes d'avance sur Marimon, il ne semble pas en mesure de maintenir cet écart.
Fangio prend bientôt le meilleur sur Villoresi, qui doit maintenant composer avec un radiateur fuyant, lui imposant de fréquents arrêts au stand pour ravitailler en eau. Au vingt-huitième tour, le champion argentin dépasse Bonetto pour le gain de la cinquième place, mais va devoir abandonner au suivant, un surrégime (9700 tr/min au mouchard !) ayant occasionné un bris de piston. Les espoirs de l'équipe Maserati se reportent sur Marimon, bien revenu sur Hawthorn, qu'il dépasse au trente-troisième tour, prenant la troisième place. Nous sommes alors à la mi-course, et Ascari, qui compte une cinquantaine de secondes d'avance sur Farina, semble bien parti pour emporter une nouvelle victoire et décrocher un second titre mondial. Sa domination est totale, l'écart sur le second atteint bientôt la minute, mais soudain le moteur de la Ferrari de tête commence à avoir des ratés, et à la fin du quarantième tour l'avance du leader n'est plus que de quatorze secondes. Ascari s'arrête aussitôt à son stand; les mécaniciens vont mettre une minute à trouver la panne : un gicleur de carburateur est bloqué. Un démontage serait trop long, c'est à coups de maillet sur le carburateur que le problème va être résolu ! Ascari peut enfin repartir, mais son arrêt a duré près d'une minute et demie, il est désormais en quatrième position.
Farina se retrouve en tête de la course, avec une marge d'environ cinquante secondes sur Marimon, lui-même talonné par Hawthorn. Au quarante-cinquième tour, le Britannique repasse l'Argentin pour le gain de la seconde place. Ascari, reparti sur un rythme extrêmement rapide, a déjà nettement réduit l'écart sur les hommes de tête. Au quarante-septième tour il déborde Marimon (qui abandonne presque aussitôt sur problème moteur); au cinquantième, il réalise le meilleur temps de la journée à 162,5 km/h de moyenne et n'est plus qu'à dix secondes d'Hawthorn et vingt-cinq de Farina. Il reste alors quinze boucles à couvrir, et les trois Ferrari de tête ne peuvent être rejointes. Leur stand agite un drapeau jaune et bleu, leur intimant de réduire l'allure et de préserver leurs positions. Ignorant le signal, Ascari continue à faire le forcing. Au cinquante-et-unième passage, il est revenu dans les roues d'Hawthorn, qu'il dépasse peu après. Six secondes le séparent encore de Farina, trois tours plus tard l'écart est comblé et Ascari reprend la tête de la course. Il ne sera plus inquiété, d'autant que Farina va être contraint de ralentir, à cause d'une fuite de carburant. C'est un triomphe pour Ascari, cette cinquième victoire de la saison lui assurant un nouveau titre mondial. Farina, aspergé d'essence, parvient à terminer second, Hawthorn complétant le tiercé Ferrari. Bonetto, malgré une boîte de vitesses défaillante, termine la course en quatrième position à un tour du vainqueur, loin devant son coéquipier Hermann Lang qui a bénéficié des nombreux arrêts de Villoresi pour prendre la cinquième place.
Très déçu d'avoir perdu la victoire, Farina est furieux et, aussitôt la ligne d'arrivée franchie, invective Ascari, lui reprochant vertement d'avoir ignoré les consignes de course. « On se retrouvera l'année prochaine, chacun dans une autre équipe ! », hurle-t-il. Pour sa défense, Ascari rétorque qu'avec le soleil dans les yeux il n'a simplement pas vu le drapeau ! La brouille entre les deux champions italiens sera d'ailleurs de courte durée : le week-end suivant, ils doivent disputer ensemble les 1 000 kilomètres du Nürburgring, une épreuve qu'ils vont brillamment remporter.

### Classements intermédiaires
Classements intermédiaires des monoplaces aux premier, quatrième, cinquième, huitième, dixième, vingtième, trentième, quarantième, cinquantième et cinquante-cinquième tours.

### Classement de la course
| Pos  | No | Pilote                            | Voiture        | Tours | Temps/Abandon                        | Grille | Points |
| ---- | -- | --------------------------------- | -------------- | ----- | ------------------------------------ | ------ | ------ |
| 1    | 46 | Alberto Ascari                    | Ferrari        | 65    | 3 h 01 min 34 s 40                   | 2      | 9      |
| 2    | 24 | Nino Farina                       | Ferrari        | 65    | 3 h 01 min 34 s 40 (+ 1 min 12 s 93) | 3      | 6      |
| 3    | 26 | Mike Hawthorn                     | Ferrari        | 65    | 3 h 03 min 10 s 36 (+ 1 min 35 s 96) | 7      | 4      |
| 4    | 32 | Juan Manuel Fangio Felice Bonetto | Maserati       | 64    | 3 h 04 min 16 s 66 (+ 1 tour)        | 1      | 1,5    |
| 5    | 34 | Hermann Lang                      | Maserati       | 62    | 3 h 02 min 20 s 30 (+ 3 tours)       | 11     | 2      |
| 6    | 28 | Luigi Villoresi                   | Ferrari        | 62    | 3 h 02 min 47 s 61 (+ 3 tours)       | 6      |        |
| 7    | 20 | Ken Wharton                       | Cooper-Bristol | 62    | 3 h 04 min 51 s 51 (+ 3 tours)       | 9      |        |
| 8    | 40 | Max de Terra                      | Ferrari        | 51    | 3 h 03 min 47 s 16 (+ 14 tours)      | 19     |        |
| 9    | 18 | Albert Scherrer                   | HWM-Alta       | 49    | 3 h 03 min 59 s 67 (+ 16 tours)      | 18     |        |
| Abd. | 4  | Chico Landi                       | Maserati       | 54    | Boîte de vitesses                    | 20     |        |
| Abd. | 42 | Toulo de Graffenried              | Maserati       | 49    | Transmission                         | 8      |        |
| Abd. | 36 | Onofre Marimon                    | Maserati       | 46    | Moteur                               | 5      |        |
| Abd. | 8  | Maurice Trintignant               | Gordini        | 43    | Transmission                         | 4      |        |
| Abd. | 6  | Jean Behra                        | Gordini        | 37    | Pression d'huile                     | 12     |        |
| Abd. | 30 | Felice Bonetto Juan Manuel Fangio | Maserati       | 29    | Moteur                               | 10     |        |
| Abd. | 16 | Lance Macklin                     | HWM-Alta       | 29    | Moteur                               | 15     |        |
| Abd. | 38 | Peter Hirt                        | Ferrari        | 17    | Moteur                               | 17     |        |
| Abd. | 14 | Paul Frère                        | HWM-Alta       | 1     | Moteur                               | 16     |        |
| Abd. | 2  | Jacques Swaters                   | Ferrari        | 0     | Sortie de piste                      | 13     |        |
| Abd. | 10 | Louis Rosier                      | Ferrari        | 0     | Sortie de piste                      | 14     |        |

Légende:
- Abd.=Abandon

### Pole position et record du tour
- Pole position :  Juan Manuel Fangio en 2 min 40 s 1 (vitesse moyenne : 163,698 km/h). Temps réalisé lors de la première journée d'essais[5].
- Meilleur tour en course :  Alberto Ascari en 2 min 41 s 3 (vitesse moyenne : 162,480 km/h) au cinquantième tour[15].

### Tours en tête
- Alberto Ascari : 52 tours (1-40 / 54-65)
- Giuseppe Farina : 13 tours (41-53)

## Classement général à l'issue de la course
- attribution des points : 8, 6, 4, 3, 2 respectivement aux cinq premiers de chaque épreuve et 1 point supplémentaire pour le pilote ayant accompli le meilleur tour en course (signalé par un astérisque). Le point du record du tour est partagé entre Alberto Ascari et José Froilán González au Grand Prix de Grande Bretagne.
- Le règlement permet aux pilotes de se relayer sur une même voiture, les points éventuellement acquis étant alors partagés. Sam Hanks et Duane Carter marquent chacun deux points pour leur troisième place à Indianapolis, Fred Agabashian et Paul Russo marquent chacun un point et demi pour leur quatrième place dans cette même course, Felice Bonetto et José Froilán González marquent chacun deux points pour leur troisième place aux Pays-Bas, Juan Manuel Fangio et Felice Bonetto marquent chacun un point et demi pour leur quatrième place en Suisse.
- Seuls les quatre meilleurs résultats sont comptabilisés. Alberto Ascari doit donc décompter les huit points acquis en Belgique, les trois points acquis en France et le point acquis en Allemagne, totalisant trente-quatre points et demi effectifs pour quarante-six points et demi marqués. De même, Giuseppe Farina doit décompter les deux points acquis en France, totalisant vingt-quatre points effectifs pour vingt-six points marqués, Mike Hawthorn doit décompter les trois points acquis aux Pays-Bas et les deux points acquis en Grande-Bretagne, totalisant dix-neuf points effectifs pour vingt-quatre points marqués, et José Froilán González doit décompter le point acquis en Belgique, totalisant treize points et demi effectifs pour quatorze points et demi marqués.
- Sur dix épreuves qualificatives prévues pour le championnat du monde 1953, neuf seront effectivement courues : en septembre les organisateurs du Grand Prix d'Espagne (programmé le 26 octobre) annuleront l'épreuve à la suite de l'annonce du forfait de la Scuderia Ferrari pour cette course[16].

| Pos. | Pilote                  | Écurie       | Points      | ARG | 500 | NL  | BEL  | FRA | GBR  | ALL  | SUI | ITA | ESP |
| ---- | ----------------------- | ------------ | ----------- | --- | --- | --- | ---- | --- | ---- | ---- | --- | --- | --- |
| 1    | Alberto Ascari          | Ferrari      | 34,5 (46,5) | 9*  | -   | 8   | (8)  | (3) | 8,5* | (1*) | 9*  |     |     |
| 2    | Giuseppe Farina         | Ferrari      | 24 (26)     | -   | -   | 6   | -    | (2) | 4    | 8    | 6   |     |     |
| 3    | Juan Manuel Fangio      | Maserati     | 20,5        | -   | -   | -   | -    | 7*  | 6    | 6    | 1,5 |     |     |
| 4    | Mike Hawthorn           | Ferrari      | 19 (24)     | 3   | -   | (3) | -    | 8   | (2)  | 4    | 4   |     |     |
| 5    | José Froilán González   | Maserati     | 13,5 (14,5) | 4   | -   | 2   | (1*) | 4   | 3,5* | -    | -   |     |     |
| 6    | Luigi Villoresi         | Ferrari      | 13          | 6   | -   | 1*  | 6    | -   | -    | -    | -   |     |     |
| 7    | Bill Vukovich           | Kurtis Kraft | 9           | -   | 9*  | -   | -    | -   | -    | -    | -   |     |     |
| 8    | Emmanuel de Graffenried | Maserati     | 7           | -   | -   | 2   | 3    | -   | -    | 2    | -   |     |     |
| 9    | Felice Bonetto          | Maserati     | 6,5         | -   | -   | 2   | -    | -   | -    | 3    | 1,5 |     |     |
| 10   | Art Cross               | Kurtis Kraft | 6           | -   | 6   | -   | -    | -   | -    | -    | -   |     |     |
| 11   | Onofre Marimon          | Maserati     | 4           | -   | -   | -   | 4    | -   | -    | -    | -   |     |     |
| 12   | Sam Hanks               | Kurtis Kraft | 2           | -   | 2   | -   | -    | -   | -    | -    | -   |     |     |
|      | Duane Carter            | Kurtis Kraft | 2           | -   | 2   | -   | -    | -   | -    | -    | -   |     |     |
|      | Oscar Alfredo Gálvez    | Maserati     | 2           | 2   | -   | -   | -    | -   | -    | -    | -   |     |     |
|      | Jack McGrath            | Kurtis Kraft | 2           | -   | 2   | -   | -    | -   | -    | -    | -   |     |     |
|      | Maurice Trintignant     | Gordini      | 2           | -   | -   | -   | 2    | -   | -    | -    | -   |     |     |
|      | Hermann Lang            | Maserati     | 2           | -   | -   | -   | -    | -   | -    | -    | 2   |     |     |
| 18   | Fred Agabashian         | Kurtis Kraft | 1,5         | -   | 1,5 | -   | -    | -   | -    | -    | -   |     |     |
|      | Paul Russo              | Kurtis Kraft | 1,5         | -   | 1,5 | -   | -    | -   | -    | -    | -   |     |     |

## À noter
- 13e victoire en championnat du monde pour Alberto Ascari.
- 17e victoire en championnat du monde pour Ferrari en tant que constructeur.
- 17e victoire en championnat du monde pour Ferrari en tant que motoriste.
- Voitures copilotées[4] :
  - n°32 : Juan Manuel Fangio (10 tours) et Felice Bonetto (54 tours). Ils se partagent les 3 points de la 4e place.
  - n°30 : Felice Bonetto (10 tours) et Juan Manuel Fangio (19 tours).